# パーフェクトワールド モバイル
『パーフェクトワールド M』（中: 完美世界M）は、中国の北京完美時空網絡技術有限会社が開発した3DMMORPG。基本プレイは無料であるが、一部アイテム課金も含まれる。日本でのモバイル版サービスはZlongameにより代理運営され、4月～6月中にリリースされるもよう。

## 特徴
華麗なグラフィックで人気を博したPCオンラインゲームのヒット作『パーフェクト ワールド -完美世界-』の13年振りの新作であり、モバイル版に合わせて様々な調整・改良がなされている。バトルフィールドは「空」「海」「陸」の隔たりのないシームレスマップで、マップ総合面積は併せて 60,000,000 m2 あり、またジャンプや飛空ができるシステムで、操作の自由度は大変高い。戦闘のほかにも「釣り」や「製薬」といった日常コンテンツも充実している。諸神が創り上げた世界で、人間・妖族・エルフの3種族、計6種類の職業に分かれた個性豊かなキャラクターたちが行動している。キャラクターメイキングも、細かな設定が調整でき、自分だけのキャラクター（アバター）を創ることが可能。基本操作は、モンスターと戦闘したりクエストをクリアすることでキャラクターを成長させるレベル方式で、スタンダードなMMORPG仕様である。

## 種族

### 人間
代表的な種族。人間の職業は武器を使って攻撃する「戦士」と、魔法で攻撃する「魔道師」がある。
戦士
各種武器の扱いに長ける武侠の化身。近距離攻撃を得意とし、敵に多大なダメージを与えることが可能。また身のこなしも軽やかで、パワーとスピードを兼ね備えている。
魔道師
火、水、土属性奥義などの攻撃魔法が得意。長い年月、冥想に浸っていたため、魂魄は弱化している。強大な魔法を展開できるが肉体戦には弱い。

### エルフ
エルフは生まれながらに翼をもち、自由に空を飛び回ることができる。
精霊師
神々の血縁を持つ故、眷属の恩恵を受けている。生まれつき翼を有し、自由自在に空を飛ぶことが可能である。補助系魔法または大型魔法陣、呪詛術、風・雷などの奥義にも長けている。魔道師と同様に、肉弾戦は不得意だ。
弓使い
神々の血縁を受け継ぐもの。軽やかで優美な立ち振る舞いで、物腰は柔らか。エルフの衛士として優秀な弓使いであり、機敏な動きで敵を翻弄する勇敢な戦士でもある。弓による遠距離攻撃を得意とする。

### 妖族
妖族の職業は性別によって決まっており、男性は「妖獣」、女性は「妖精」しか選択できない。
妖獣
無数の戦いを勝ち抜いてきたが故に強靭な意志を持っており、その豪然たる姿は、何者にも恐怖を植え付ける。妖獣は強大なパワーファイターであり、迂闊に近づけば結果は目に見えている。
妖精
生まれながらの可愛らしさで人々を魅了する。妖精は多くの生物をペットとして懐柔でき、毒術にも長けている。毒虫を使う攻撃や、木属性の攻撃を得意としている。

## ゲームシステム

### 飛行・遊泳
広大な3Dマップを活かしたシステムで、プレイヤーは空中と海中も自由に行動することができる。登場する乗り物・飛行アイテムは100種近くあり、陸上での乗り物は種族制限は無いが、レベル制限がある。また飛行アイテムは職業・レベルともに制限あり。

### 対人戦
レベルが30以上になると「PKモード」を開放できるようになる。PKモードを開放すればどこでも他プレイヤーに対して攻撃が可能になるが、他プレイヤーを撃破することで「罪悪値」が上昇し、自身のプレイヤー名が赤く変化する。赤い状態では経験値が得られず、他プレイヤーを倒しても装備を奪えるわけでもないのでデメリットしかない。尚、プレイヤー名が白い場合、赤色のプレイヤーを攻撃しても罪悪値は上昇しない。

### 領土戦
大陸内の地域の支配権をめぐって、ギルド同士で争うシステム。レベル55以上のギルドメンバーが参加できる。事前に決められた時間内に宣戦する必要があり、宣戦には入札システムが採用されている。同時に3つ以上のギルドが宣戦した場合は入札額上位2つのギルドに侵攻権が与えられ、入札額の高いギルドがディフェンダーとなる。指定された時間になると開始され、最大1時間で終了する。ルールはタワーディフェンス方式で、領土にある水晶を破壊することで領土占領完了となり、双方の水晶が破壊されなかった場合は、ディフェンダー側の勝利となる。領土戦に参加すれば勝敗に関係なく報酬が得られるが、勝利したギルドはより多くの名声と特別な称号が得られる。

## 課金システム
課金によってゲーム内通貨である「元宝」を購入することで、課金専用アイテムを購入できる。課金アイテムには「飛行アイテム」「騎乗アイテム」「ファッションアイテム」「鉱物・材料」「花火」などがある。